# Associazione Calcio Tuttocuoio 1957
A Associazione Calcio Tuttocuoio 1957, simplesmente notada como Tuttocuoio, é uma equipe de futebol italiana com sede na cidade de Ponte a Egola, fração de San Miniato. Milita na Lega Pro, terceiro nivel do futebol italiano.

## História
O clube foi fundado em 1957